# Lyubov Gurina
Lyubov Gurina, née le 11 juin 1957 à Matouchkino (oblast de Kirov), est une athlète russe, spécialiste des courses de demi-fond, qui a représenté l'Union soviétique puis la Russie. Elle courait principalement sur 800 m et elle est devenue sur cette distance la plus vieille championne d'Europe, à l'âge de 37 ans aux championnats d'Europe d'Helsinki. Elle détient également avec ses compatriotes Nadezhda Olizarenko, Lyudmila Borisova et Irina Podyalovskaya le record du monde du relais 4 × 800 mètres en 7 min 50 s 17.
Elle a participé aux Jeux olympiques d'été de 1992, remportant sa demi-finale mais ne terminant que huitième de la finale.

## Palmarès

### Jeux olympiques
- Jeux olympiques d'été de 1992 à Barcelone ( Espagne)
  - 8e sur 800 m

### Championnats du monde d'athlétisme
- Championnats du monde d'athlétisme de 1983 à Helsinki ( Finlande)
  -  Médaille d'argent sur 800 m
- Championnats du monde d'athlétisme de 1987 à Rome ( Italie)
  -  Médaille de bronze sur 800 m
- Championnats du monde d'athlétisme de 1993 à Stuttgart ( Allemagne)
  -  Médaille d'argent sur 800 m
- Championnats du monde d'athlétisme de 1995 à Göteborg ( Suède)
  - 7e sur 800 m

### Championnats d'Europe d'athlétisme
- Championnats d'Europe d'athlétisme de 1986 à Stuttgart ( Allemagne de l'Ouest)
  -  Médaille de bronze sur 800 m
- Championnats d'Europe d'athlétisme de 1994 à Helsinki ( Finlande)
  -  Médaille d'or sur 800 m

### Championnats d'Europe d'athlétisme en salle
- Championnats d'Europe d'athlétisme en salle de 1990 à Glasgow ( Royaume-Uni)
  -  Médaille d'or sur 800 m